# Sandhja
Sandhja Kuivalainen, występująca jako Sandhja (ur. 16 marca 1991 roku w Helsinkach) – fińska piosenkarka, reprezentantka Finlandii w 61. Konkursie Piosenki Eurowizji w 2016 roku.

## Życiorys

### Dzieciństwo i edukacja
Jej ojciec jest Finem, natomiast matka pochodzi z Gujany, dokąd jej rodzice wyjechali z Indii. W 2015 ukończyła pielęgniarstwo na Uniwersytecie Nauk Stosowanych Metropolia w Helsinkach, po czym rozpoczęła pracę w zawodzie. Zanim rozpoczęła karierę muzyczną, trenowała kickboxing i boks; brała udział w wielu zawodach sportowych, zdobywała też medale na mistrzostwach kraju.

### Kariera
Sandhja Kuivalainen zadebiutowała na rynku muzycznym w 2013 roku, kiedy to w listopadzie wydała swój pierwszy singiel „Hold Me”. Na początku marca 2014 roku ukazał się jej drugi singiel – „Gold”. Oba utwory zwiastowały jej debiutancki album studyjny o tym samym tytule, który miał swoją premierę 23 maja 2014 roku oraz został wydany pod szyldem wytwórni Sony Music Finland.
W maju 2015 roku piosenkarka zaśpiewała gościnnie w utworze „The Flavor” Brandona Bauera. Pod koniec listopada tego samego roku wydała swój kolejny solowy singiel – „My Bass”. W styczniu 2016 roku została ogłoszona jedną z uczestniczek fińskich eliminacji eurowizyjnych Uuden Musiikin Kilpailu 2016, do których zgłosiła się z utworem „Sing It Away”. 20 lutego wystąpiła w trzecim półfinale selekcji i awansowała do finału, który tydzień później ostatecznie wygrała po zdobyciu największego poparcia telewidzów i jurorów, dzięki czemu została wybrana na reprezentantkę Finlandii w 61. Konkursie Piosenki Eurowizji organizowanym w Sztokholmie. Wokalistka wystąpiła w pierwszym półfinale konkursu 10 maja jako pierwsza w kolejności, jednakże nie zakwalifikowała się do finału zajmując w nim 15. miejsce.

## Dyskografia

### Albumy studyjne
- Gold (2014)

### Single
- 2013 – „Hold Me”
- 2014 – „Gold”
- 2015 – „My Bass”
- 2016 – „Sing It Away”